# Loucé
Loucé is een plaats en voormalige gemeente in het Franse departement Orne in de regio Normandië en telt 104 inwoners (2009). De plaats maakt deel uit van het arrondissement Argentan.

## Geschiedenis
De gemeente maakte deel uit van het kanton Écouché totdat dit op 22 maart werd opgeheven en de gemeenten werden opgenomen in het op die dag gevormde kanton Magny-le-Désert. Op 1 januari 2016 fuseerde de gemeente met Batilly, La Courbe, Écouché, Saint-Ouen-sur-Maire en Serans tot de commune nouvelle Écouché-les-Vallées.

## Geografie
De oppervlakte van Loucé bedraagt 4,1 km², de bevolkingsdichtheid is dus 25,4 inwoners per km².
De onderstaande kaart toont de ligging van Loucé met de belangrijkste infrastructuur en aangrenzende gemeenten.

## Demografie
Onderstaande figuur toont het verloop van het inwonertal (bron: INSEE-tellingen).
Batilly · La Courbe · Écouché · Fontenai-sur-Orne · Loucé · Saint-Ouen-sur-Maire · Serans